# CXCL4
Le CXCL4, également appelé facteur plaquettaire 4 (PF4 pour Platelet-factor 4), est une chimiokine libérée par les plaquettes sanguines activées au cours de la coagulation sanguine. Son gène est le CXCL4 situé sur le chromosome 4 humain.
Stocké dans les granules alpha des plaquettes, le CXCL4/PF4 est libéré dans le milieu extracellulaire en réponse à un stimulus comme une lésion vasculaire.
Le CXCL4/PF4 agit en se liant aux glycosaminoglycanes tels que l'héparine ce qui constitue une propriété essentielle à sa fonction biologique. Cette interaction revêt une importance capitale en clinique puisqu'elle est à la base des thrombopénies induites par l'héparine (TIH), une complication immunologique grave pouvant faire suite à une administration d'héparine.

## Historique
Le CXCL4/PF4 a été découvert dans le cadre d'études sur les fonctions des plaquettes et leur rôle dans la coagulation. En 1955, Erwin Deutsch décrivit expérimentalement ce facteur plaquettaire, mettant en évidence sa capacité à neutraliser l'effet anticoagulant de l'héparine. Il constata également que le CXCL4/PF4 se trouvait dans la fraction inférieure des suspensions plaquettaires après centrifugation, suggérant son origine plaquettaire et sa libération lors de l'activation de ces cellules.
Deux décennies plus tard, en 1977, avec l'essor des techniques de séquençage automatisé basées sur la méthode d'Edman, plusieurs équipes ont réussi à purifier le CXCL4/PF4 et à en déterminer la structure,,,. Ces équipes ont révélé que la forme active du CXCL4/PF4, résultant du clivage du peptide signal au cours de sa biosynthèse dans les plaquettes, était constituée de 70 résidus d'acides aminés. En utilisant une lignée cellulaire érythroleucémique, qui combine les caractéristiques de cellules érythroïdes (productrices de globules rouges) et de cellules leucémiques, il a été possible d'extraire et d'amplifier la séquence codante du CXCL4/PF4. Il a été établi que la séquence codante du gène CXCL4 code pour un peptide signal de 31 résidus d'acides aminés, présentant des propriétés hydrophobes.
Cette avancée a permis de mieux comprendre la nature cationique du CXCL4/PF4 (riche en charges positives) et sa capacité à interagir étroitement avec l'héparine (chargée négativement) par des interactions électrostatiques.
En 1990, un gène hautement homologue à CXCL4 a été découvert à partir d'ADNc humain par clonage moléculaire appelé CXCL4L1/PF-4var. Ce gène polymorphe, dont la séquence diffère selon les individus, résulterait d'une duplication génétique survenue au cours de l'évolution.

## Structure et expression

### Structure tridimensionnelle

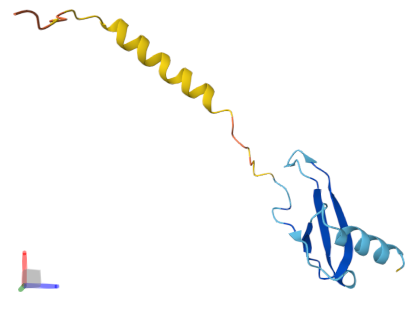

Le CXCL4/PF4 est une protéine constituée d'une chaîne polypeptidique de 70 résidus d'acides aminés, avec une masse moléculaire de 7765 Da.
Grâce au séquençage du gène codant la forme humaine du CXCL4/PF4, il peut être possible de produire du CXCL4/PF4 humain recombinant (rhPF4) avec un rendement élevé par des techniques de clonage moléculaire. Le rhPF4, étant en tout point identique au hPF4 (forme humaine de CXCL4/PF4), celui-ci a été étudié par cristallographie aux rayons X pour en déterminer sa structure tridimensionnelle. L'analyse a révélé que la structure monomérique du rhPF4 (et donc du CXCL4/PF4) débute par une région de type"random coil" (Asp7 à Ile24) à l'extrémité N-terminale, riche en résidus de glutamate. Cette région est stabilisée par deux ponts disulfures : Cys10/Cys36 et Cys12/Cys52. En aval de cette zone flexible, la structure de la protéine se caractérise par une portion hydrophobe contenant un feuillet β constitué de trois brins β antiparallèles (Thr25 - Gly33, Pro37 - Lys46, Gly48 - Leu53). Enfin, l'extrémité C-terminale de l'unité monomérique est marquée par la présence d'une hélice α (Ala87 - Ser70), amphipathique, contenant deux paires de résidus de lysine adjacentes lui conférant sa nature cationique.
Deux monomères de CXCL4/PF4 peuvent s'associer pour former un dimère, stabilisé par les liaisons hydrogène entre les brins de feuillet β de chaque monomère. Les dimères de CXCL4/PF4 s'associent ensuite pour former un tétramère (forme majoritaire du CXCL4/PF4), maintenu par des interactions de surface entre les feuillets β et les hélices α, situées sur des côtés opposés de la structure. La structure tétramérique du CXCL4/PF4 est caractérisée par un feuillet β continu à six brins, surmonté de deux hélices α antiparallèles, séparées par une distance d'environ 13 Å. En résumé, la stabilité du tétramère repose sur un réseau d'interactions incluant des liaisons hydrogène, des interactions électrostatiques entre des résidus chargés (Glu28/Lys50 et Glu228/Lys50), ainsi que des forces de Van der Waals entre les résidus hydrophobes des monomères.
Des études menées par spectroscopie RMN montrent que, en solution, le CXCL4/PF4 coexiste sous forme d'un mélange de monomères, dimères et tétramères, variant avec la concentration. La forme tétramérique demeure la forme active et majoritaire du CXCL4/PF4, puisque c'est dans cette forme que le CXCL4/PF4 interagit majoritairement avec l'héparine.

### Homologie
Le CXCL4/PF4 présente des homologies de séquence élevées avec les autres membres de la famille des chimiokines à motif C-X-C (58 % d'homologie avec CXCL7, 45 % d'homologie avec CXCL5 et CXCL6, 43 % d'homologie avec CXCL2 et CXCL3 et 37,5 % d'homologie avec CXCL8). Ces pourcentages d'homologie soulignent les similitudes structurales et fonctionnelles au sein de cette famille de protéines.
Contrairement à la majorité des gènes des chimiokines à motif C-X-C, qui sont généralement composés de quatre exons et trois introns, le gène CXCL4 comprend trois exons et deux introns, une organisation génique qui le rapproche des chimiokines à motif CC.

### Synthèse dans les mégacaryocytes
Les mégacaryocytes, précurseurs des plaquettes, commencent à synthétiser le CXCL4/PF4 à un stade précoce de leur maturation dans la moelle osseuse. Ces cellules se caractérisent par un processus d'endomitose, au cours duquel elles dupliquent leur matériel génétique sans division cellulaire, atteignant un fort degré de polyploïdie. Cette maturation s'achève par la fragmentation de leur cytoplasme, aboutissant à la libération de plusieurs plaquettes anucléées. Une fois synthétisé dans les mégacaryocytes, le CXCL4/PF4 est ensuite adressé dans les granules alpha des protoplaquettes grâce aux résidus Leu-Lys-Asn-Gly en position 45-48 qui constitue une séquence d'adressage pour les compartiments de stockage, à savoir les granules alpha.

Le mégacaryocyte : principale cellule sécrétant le CXCL4/PF4
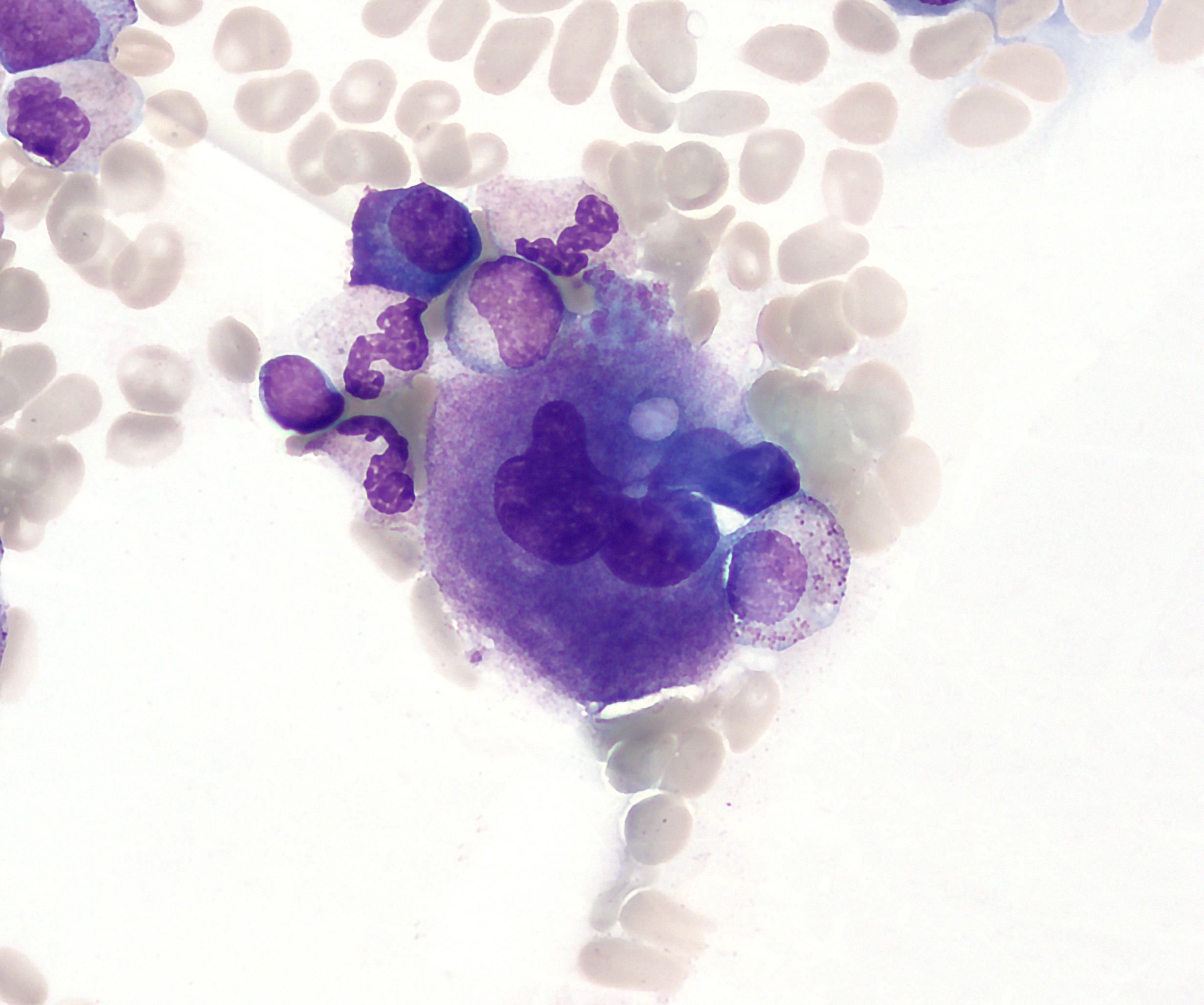
Un mégacaryocyte (cliché obtenu par microscopie optique)
Fragmentation cytoplasmique d'un mégacaryocyte aboutissant à la formation de plaquettes (cliché obtenu par vidéomicroscopie)

## Rôles
Il interagit avec les intégrines et serait, par ce biais, un inhibiteur de l'angiogenèse tumorale. Il active les promoteurs de l'interleukine 5 et de l'interleukine 13 et régule l'activité des lymphocytes T auxiliaires. Il augmente la prolifération des lymphocytes T régulateurs mais en inhibant leur fonction.
Il jouerait un rôle dans l'évolution de l'athérome et de la fibrose hépatique.
Des taux élevés de cette protéine sont retrouvés dans le sang des patients ayant une sclérodermie et ce taux semble être corrélé avec la gravité de la maladie.
En cas d'administration d'héparine, il peut former un complexe avec cette dernière, donnant parfois naissance à une réaction immunitaire avec production d'anticorps contre ce complexe et responsable de la thrombopénie induite par l'héparine (TIH).